# Krigsåret 1798

## Pågående krig
- Franska revolutionskrigen (1792-1802)[1], andra koalitionskriget (1798-1801) 
  - Frankrike med flera på ena sidan
  - Österrike, Storbritannien, Ryssland med flera på andra sidan

- Indiankrigen (1622-1918)
  - Diverse stater i Amerika på ena sidan
  - Diverse indainstammar på andra sidan

- Irländska upproret (1798)[2]

## Händelser

### Maj
- 23 - 23 september - Det irländska upproret pågår.

### Juli
- 21 - Napoleon besegrar mamlukerna i slaget vid pyramiderna.

### Augusti
- 2 - Horatio Nelson segrar mot Frankrike i slaget vid Nilen.

## Födda
- 19 augusti – Wilhelm Edelsvärd, svensk major.

## Avlidna
- 21 juli – François Sébastien de Croix de Clerfayt, österrikisk fältmarskalk.
- 2 augusti – François-Paul de Brueys d’Aigalliers, fransk överbefälhavare.

### Fotnoter
1. ↑  ”World Statesmen”. http://www.worldstatesmen.org/WARS.html. Läst 28 juni 2011.
2. ↑  ”WHKMLA”. http://www.zum.de/whkmla/military/napwars/ireland1798.html. Läst 30 juni 2011.